# Joso Zidarič
Joso (Josip) Zidarič, slovenski lutkar, * 11. september 1888, Trst, † 7. junij 1970, Ljubljana.

## Življenje in delo
Klasično italijansko gimnazijo je obiskoval v Trstu (1901-1910), v šolskem letu 1912/1913 je bil vpisan na pravni fakulteti v Gradcu in 1919–1921 na ljubljanski PF. V letih 1911−1914 je bil uradnik na finančni direkciji v Trstu, (leta 1912 je opravil izpit iz državnega računovodstva), in od 1919 dalje v Ljubljani (odklonil premestitev v južno Italijo in emigriral v Jugoslavijo), od 1945 finančni kontrolor pri Minstrstvu za finance, od 1947 revizor pri Podjetju PTT v Ljubljani, ter se leta 1950 upokojil. Deloval je pri Sokolu (1910–1914 telovadni vaditelj v Trstu). Leta 1927 je v Ljubljani pri društvu Sokol Tabor ustanovil marionetno gledališče in ga vodil do 1941. Utemeljeval je pomen lutkarstva in ga kot gibanje s sodelovci razširil po vsej Jugoslaviji ter pomagal pri nastajanju lutkovnih gledališč. Na njegovo pobudo je bila ustanovljena Jugoslovanska lutkarska zveza (1930), v kateri je do 1933 sodeloval kot tajnik, pozneje kot propagandni vodja. Aktivno se je udeležil I. mednarodnega kongresa UNIM (Union internationale des marionettes) 1930 v Liègeu (referat o jugoslovanskem lutkarstvu), 4. občnega zbora Jugoslovanske lutkarske zveze 1937 v Beogradu (predavanje Kaj je lutkarstvo). Znanje je poglabljal na obiskih 1930 v Pragi, Londonu in drugod. Prevajal je lutkovna besedila iz češčine in srbohrvaščine in k sodelovanju pritegnil tudi mnogo slovenskih ustvarjalcev. Objavljal je članke in vodil lutkovne tečaje po vsej Jugoslaviji. Njegovo delo je pomembno prispevalo k razvoju in ugledu lutkarstva na Slovenskem. Leta 1938 je bil odlikovan z redom sv. Save.